# Dialogue d'ombres

Dialogue d'ombres est un court métrage franco-suisse réalisé par Jean-Marie Straub et conçu en collaboration avec Danièle Huillet, sorti en 2015.

## Synopsis
Un homme, une femme, ou leurs ombres, parlent : de l'amour, de ce qui le rend possible ou impossible, du poids du passé.
Leurs paroles se mêlent en un dialogue étrange, qui fait monter la tension jusqu'à l'extrême.

## Fiche technique
- Titre : Dialogue d'ombres
- Réalisation : Jean-Marie Straub
- Photographie : Renato Berta
- Son : Dimitri Haulet
- Montage et assistant à la photographie : Christophe Clavert
- Mixage : Jean-Pierre Laforce
- Production : Andolfi - Belva Film
- Durée : 30 minutes
- Date de sortie : 
  -  France : 11 mars 2015

## Distribution
- Cornelia Geiser : Françoise
- Bertrand Brouder : Jacques

## Histoire du film et accueil
Jean-Marie Straub et Danièle Huillet avaient eu dès 1954 l'intention d'adapter la nouvelle "Dialogue d'ombres" de Georges Bernanos, parue en 1928. C'est soixante ans plus tard, après avoir tourné quarante films, que Jean-Marie Straub réalisa ce projet.  La première projection du film eut lieu en Autriche, à la Viennale (festival international de Vienne).
Répété pendant plusieurs mois par Jean-Marie Straub et ses comédiens à Paris, le film a été tourné en plein air au bord d'une rivière de Normandie.